# Dalys la Caribeña
Dalys la Caribeña (nacida el 20 de febrero de 1975) es una luchadora profesional panameña, quien trabaja actualmente en Lucha Libre AAA Worldwide (AAA). Su nombre aparece impreso como Dalys, Dallys y Dalis, pero todos se refieren a la misma persona. Ella es una luchadora de segunda generación, su padre es un luchador retirado convertido en promotor de lucha libre en Panamá, su hermano lucha en México bajo el nombre de Veneno y está relacionada a través del matrimonio con Negro Casas con la familia Casas. Es muy conocida por haber competido en el Consejo Mundial de Lucha Libre.
Dalys ha sido una vez Campeona Mundial Femenil del CMLL y fue la primera ganadora del Campeonato Universal de Amazonas del CMLL (2019).

## Carrera

### Consejo Mundial de Lucha Libre (2009-2023)
El entrenamiento de Dalys para una carrera en el ring fue realizado inicialmente por Negro Casas, pero en general se encargó de los entrenadores de la escuela de lucha del Consejo Mundial de Lucha Libre (CMLL). Su primer combate se produjo antes de lo planeado originalmente, ya que era necesaria para sustituir al luchador Estrella Mágica en un combate, haciendo equipo con Lady Apache y Star Fire para derrotar al equipo de Hiroka, La Seductora y su cuñada Princesa Blanca. Como era una sustituta de último minuto, su debut en el ring no atrajo mucha atención de la prensa. Su debut promocionado oficialmente en el ring se produjo casi dos meses después, ya que era una de las diez mujeres que compiten en un torneo cibernético, un combate de eliminación de varios hombres por los derechos de competir por el Campeonato Mundial Femenil del CMLL. El combate también incluyó a Estrella Mágica, Hiroka, Lady Apache, La Nazi, Lluvia, Princesa Blanca, Princesa Sujei, Zeuxis y la ganadora resultó siendo Marcela.
El 18 de junio de 2010 participó en su primer gran evento CMLL con una aparición durante el evento de Infierno en el Ring 2010. Fue traída como reemplazo de Luna Mágica, quien originalmente estaba programada para formar equipo con Lady Apache y Marcela. El equipo luchó contra Las Zorras (Princesa Blanca y Princesa Sujei) y La Seductora. Las Zorras tomaron la primera caída después de que Princesa Sujei cubriera a Lady Apache después de un chapoteo de Torbellino y Princesa Blanca cubriera a Dalys. En la segunda caída, las técnicas recuperaron el impulso cuando Marcela ejecutó lo que se describió como un "brutal Michinoku Driver" en La Seductora y la inmovilizó. En el otoño final, Dalys la Caribeña utiliza la "La Casita", marca registrada de la familia Casas, para obtener los tres recuentos y la victoria para su equipo.
A través de sus contactos en CMLL, Dalys pudo viajar a Japón en abril y mayo de 2012 trabajando en espectáculos para la promoción de socios de CMLL, Reina X World, así como en un espectáculo Kaientai Dojo. A lo largo del mes de junio, varias competidoras femeninas de CMLL se involucraron en varias historias que se intensificaron hasta el punto en que todas fueron puestas en una sola lucha para resolver sus problemas. El combate fue el evento principal del evento Infierno en el Ring 2012, compitiendo en el mismo combate de jaula de acero para varias personas disputado bajo la lucha de apuestas, lo que significa que el perdedor del combate se verían obligados a desenmascarar o raparse. Además de Dalys, los competidores incluían a La Seductora, Goya Kong, La Amapola, Estrellita, Dark Angel, Lady Apache, Tiffany, Marcela y Princesa Blanca. Al final, Princesa Blanca cubrió a Goya Kong, obligándola a desenmascararse después. Dalys fue la primera persona en escapar de la jaula trepando sobre ella, manteniendo su cabello seguro.
También apareció en el show más grande del año de CMLL, el 79 Aniversario del CMLL donde ella, Goya Kong y Marcela derrotaron a La Amapola, Princesa Blanca y Tiffany. El 21 de marzo de 2014, en el Homenaje a Dos Leyendas, Dalys fue derrotado por Marcela siendo rapada. El 11 de marzo de 2016, Dalys derrotó a Marcela para ganar el Campeonato Mundial Femenil del CMLL por primera vez en su carrera, siendo también la primera luchadora no mexicana en ganar el título femenil de la empresa.
El 28 de octubre de 2022, Dalys ganó la tercera edición del Grand Prix CMLL femenil.

### Lucha Libre AAA Worldwide (2023-presente)
El 21 de enero de 2023, Dalys y su esposo Negro Casas aparecieron en una grabación de televisión de Lucha Libre AAA Worldwide en Querétaro, marcando su salida del CMLL.

## Campeonatos y logros
- Consejo Mundial de Lucha Libre
  - Campeonato Mundial Femenil del CMLL (1 vez)
  - Campeonato Universal de Amazonas del CMLL (2019)
  - Copa Lucha Femenil X

- Pro Wrestling Illustrated
  - Situada en el N°70 en el PWI Female 100 en 2018

### Lucha de Apuestas
| Ganador             | Perdedor                      | Lugar            | Evento                  | Fecha               | Notas |
| ------------------- | ----------------------------- | ---------------- | ----------------------- | ------------------- | ----- |
| Marcela (cabellera) | Dalys la Caribeña (cabellera) | Ciudad de México | Homenaje a Dos Leyendas | 21 de marzo de 2014 |       |